# Charco del viento

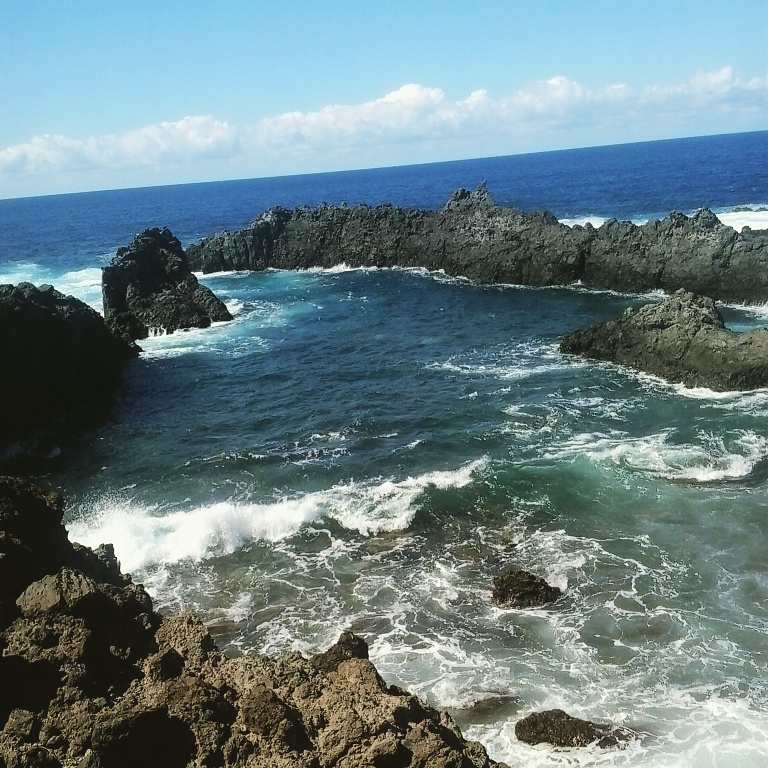

El charco del viento es una cala situada en el Barrio de Santa Catalina (Tenerife) del municipio de La Guancha perteneciente a la provincia de Santa Cruz de Tenerife (Canarias). Está situado en el norte de la isla de Tenerife.
La costa guanchera en la antigüedad fue utilizada como puerto natural para el embarque y desembarque de mercancías, concretamente en la zona llamada Punta de Marrero; el litoral guanchero además del Charco del Viento posee el Charco de la Arena y el Charco Verde, dichos charcos se encuentran perdidos por caminos de pescadores.
Este lugar fue muy elogiado por César Manrique en la visita que realizó al municipio en el año 1986.